# Ray Bryant
Ray Bryant (születési neve: Raphael Homer Bryant) (Philadelphia, Pennsylvania, 1931. december 24. – New York, 2011. június 2.) amerikai dzsesszzongorista, zeneszerző.

## Életpályája
Hatéves korától zenélt. Először nagybőgőn játszott, később a zongorát választotta. Az 1950-es években megalakította a Ray Bryant Triót.

## Lemezei

### Szólólemezek
- 1958 Alone with the Blues (New Jazz Records)
- 1962 Hollywood Jazz Beat (Columbia Records)
- 1967 Take A Bryant Step (Cadet Records)
- 1972 Alone at Montreux – live (Atlantic Records)
- 1977 Solo Flight (Pablo Records)
- 1977 Montreux ’77 – live (Pablo Records)
- 1991 Ray Bryant Plays Blues And Ballads (Jazz Connaisseur)
- 1993 Somewhere In France (Label M Records)
- 1994 Inimitable (Jazz Connaisseur)
- 1995 Solo Live In Tokyo – Plays Blues And Boogie (EmArcy Records)
- 2004 In The Back Room (Evening Star Records)

### Albumok
- Alone with the Blues
- Con Alma
- Dancing the Big Twist
- Groove House
- Hollywood Jazz Beat
- Little Susie
- Madison Time
- MCMLXX
- Meet Betty Carter and Ray Bryant
- Ray Bryant Plays
- Ray Bryant Trio (1956 album)
- Ray Bryant Trio (1957 album)
- Soul